# ریخته‌گری فلز

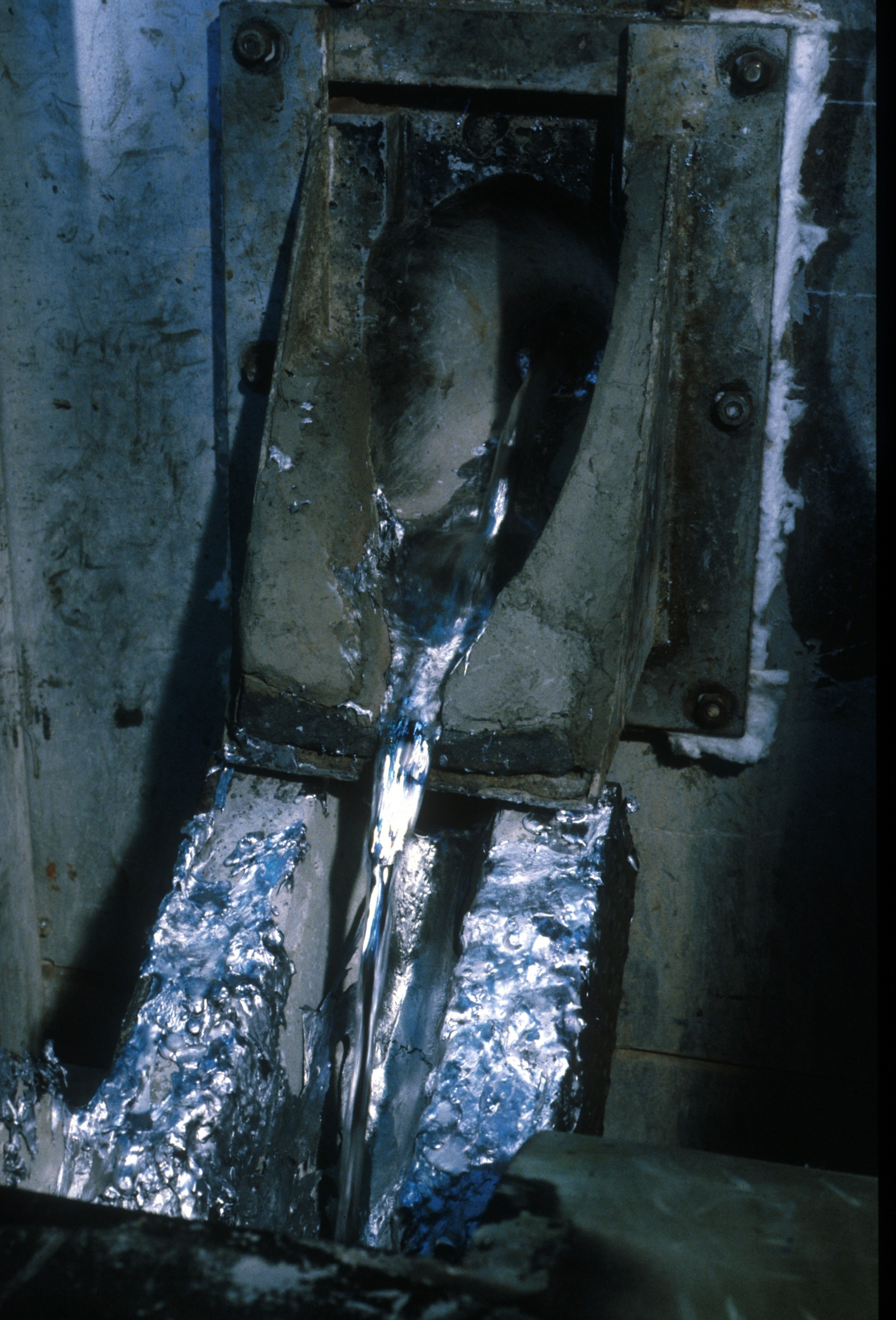
فلز مذاب قبل از ‌‌‌‌‌‌ریخته‌گری

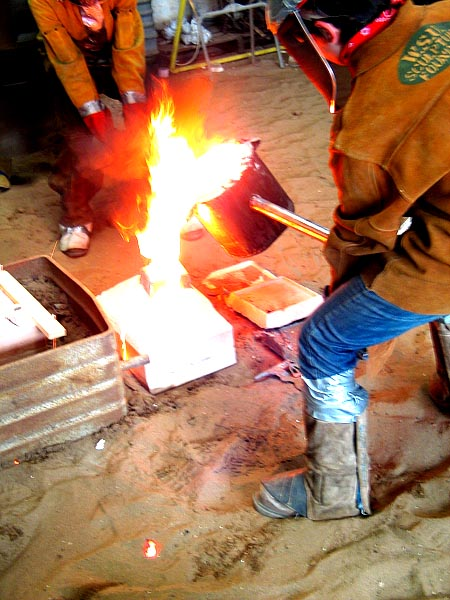
چدن در قالب ماسه

در فلزکاری‌‌‌‌‌‌، ‌‌‌‌‌‌ریخته‌گری فرایندی است که در آن یک فلز مایع به قالب منتقل‌‌‌‌‌‌ می‌شود. این فلز از طریق یک کانال توخالی در قالب ریخته‌‌‌‌‌‌ می‌شود. سپس فلز و قالب خنک‌‌‌‌‌‌ می‌شوند و قسمت فلزی استخراج‌‌‌‌‌‌ می‌شود. ‌‌‌‌‌‌ریخته‌گری اغلب برای ساختن اشکال پیچیده‌‌‌‌‌ای که ساخت آن با روشهای دیگر دشوار یا غیر اقتصادی باشد‌‌‌‌‌‌، مورد استفاده قرار‌‌‌‌‌‌ می‌گیرد.
فرآیندهای ‌‌‌‌‌‌ریخته‌گری از هزاران سال پیش شناخته شده اند و به طور گسترده‌‌‌‌‌ای برای مجسمه سازی (به ویژه در برنز)، جواهرات در فلزات گرانبها و سلاحها و ابزارها مورد استفاده قرار گرفته اند. ریخته‌گری مهندسی شده در 90 درصد کالاهای بادوام‌‌‌‌‌‌، از جمله اتومبیل‌‌‌‌‌‌، کامیون‌‌‌‌‌‌، هوا فضا‌‌‌‌‌‌، قطار‌‌‌‌‌‌، معدن و تجهیزات ساختمانی‌‌‌‌‌‌، چاه های نفت‌‌‌‌‌‌، لوازم خانگی‌‌‌‌‌‌، لوله‌‌‌‌‌‌ها‌‌‌‌‌‌، هیدرانت‌‌‌‌‌‌، توربین های بادی‌‌‌‌‌‌، نیروگاه های هسته‌‌‌‌‌ای‌‌‌‌‌‌، تجهیزات پزشکی‌‌‌‌‌‌، محصولات دفاعی‌‌‌‌‌‌، اسباب بازی‌‌‌‌‌‌ها و بیشتر یافت میشود.
روشهای سنتی شامل ‌‌‌‌‌‌ریخته‌گری لاست وکس (که ممکن است بیشتر به ‌‌‌‌‌‌ریخته‌گری گریز از مرکز تقسیم شود و ‌‌‌‌‌‌ریخته‌گری مستقیم با کمک خلا )‌‌‌‌‌‌، ‌‌‌‌‌‌ریخته‌گری قالب گچ و ‌‌‌‌‌‌ریخته‌گری شن و ماسه میباشند.
فرآیند ‌‌‌‌‌‌ریخته‌گری مدرن به دو دسته اصلی تقسیم‌‌‌‌‌‌ می‌شود: ‌‌‌‌‌‌ریخته‌گری مصرفی و غیر مصرفی.

## ‌‌‌‌‌‌ریخته‌گری قالب مصرفی
‌‌‌‌‌‌ریخته‌گری قالب های مصرفی یک طبقه بندی عمومی است که شامل قالب گیری های ماسه‌‌‌‌‌‌، پلاستیک‌‌‌‌‌‌، پوسته‌‌‌‌‌‌، گچ و دقیق (روش واکس گمشده) است. این روش ‌‌‌‌‌‌ریخته‌گری قالب شامل استفاده از قالبهای موقتی و غیر قابل استفاده مجدد است.

### ‌‌‌‌‌‌ریخته‌گری شن و ماسه
‌‌‌‌‌‌ریخته‌گری شن و ماسه یکی از محبوب ترین و ساده ترین انواع ‌‌‌‌‌‌ریخته‌گری است و قرن هاست که مورد استفاده قرار‌‌‌‌‌‌ می‌گیرد. ‌‌‌‌‌‌ریخته‌گری شن و ماسه امکان ایجاد دسته های کوچکتر از ‌‌‌‌‌‌ریخته‌گری قالب دائمی و با هزینه بسیار مناسب را فراهم‌‌‌‌‌‌ می‌کند. این روش نه تنها به تولیدکنندگان امکان تولید محصولات با هزینه کم را‌‌‌‌‌‌ می‌دهد‌‌‌‌‌‌، بلکه ‌‌‌‌‌‌ریخته‌گری شن و ماسه مزایای دیگری نیز دارد‌‌‌‌‌‌، از جمله کارهای با سایز های بسیار کوچک. این فرایند امکان ‌‌‌‌‌‌ریخته‌گری به اندازه کافی کوچک تا اندازه کافی بزرگ را فراهم‌‌‌‌‌‌ می‌کند. ‌‌‌‌‌‌ریخته‌گری شن و ماسه همچنین باعث‌‌‌‌‌‌ می‌شود که اکثر فلزات بسته به نوع شن و ماسه مورد استفاده در قالب‌‌‌‌‌‌ها ریخته شوند.

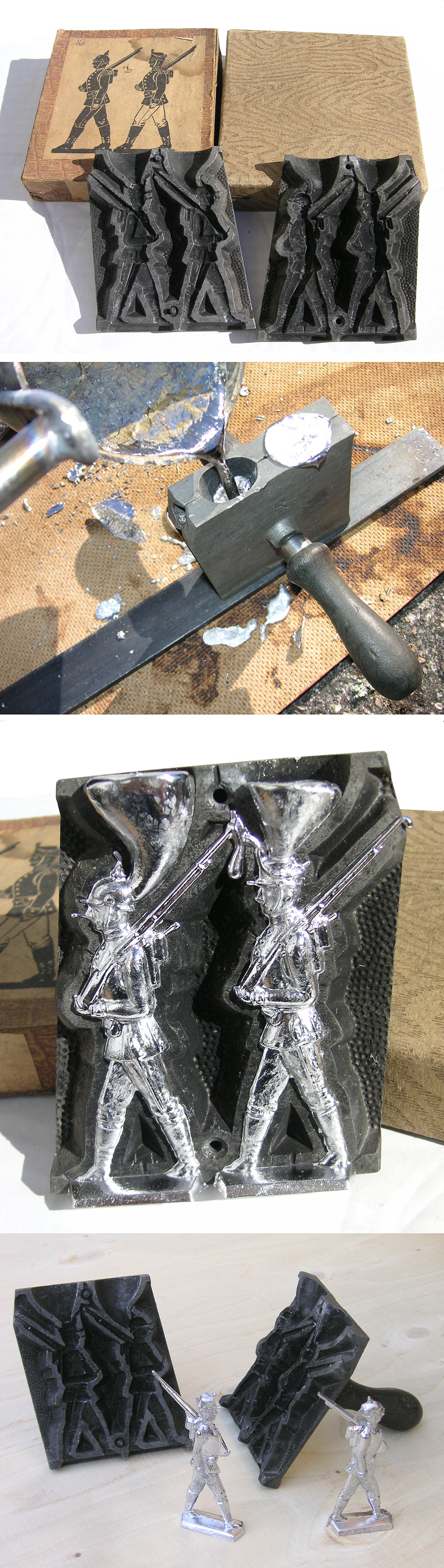
فرآیند قالب گیری دائمی

### قالب لوم
از قالب لوم برای تولید اشیا متقارن بزرگ مانند توپ و ناقوس کلیسا استفاده شده است. لوم مخلوطی از رس و ماسه با کاه یا کود است. مدلی  تولید شده در ماده‌ای شکننده (کیمیز) شکل‌‌‌‌‌‌ می‌گیرد. قالب با پوشاندن آن در لوم در اطراف این ماده شیمیایی تشکیل‌‌‌‌‌‌ می‌شود. سپس این ماده را پخته (شلیک‌‌‌‌‌‌ می‌کنند) و مواد شیمیایی را از بین‌‌‌‌‌‌ می‌برند. سپس قالب را به صورت قائم در گودالی مقابل کوره‌‌‌‌‌‌ می‌گذارند تا فلز ریخته شود. پس از آن قالب شکسته‌‌‌‌‌‌ می‌شود. از این رو فقط یکبار‌‌‌‌‌‌ می‌توان از قالب‌ها استفاده کرد‌‌‌‌‌‌، به طوری که سایر روش‌‌‌‌‌‌ها برای بیشتر اهداف ترجیح داده‌‌‌‌‌‌ می‌شوند.

### قالب پوسته
قالب پوسته مانند ‌‌‌‌‌‌ریخته‌گری شن و ماسه است، اما حفره قالب گیری به جای یک گلدان پر از شن و ماسه توسط "پوسته" سخت شده تشکیل‌‌‌‌‌‌ می‌شود. ماسه مورد استفاده ظریف تر از ماسه ‌‌‌‌‌‌ریخته‌گری ماسه است و با یک رزین مخلوط‌‌‌‌‌‌ می‌شود تا بتواند توسط الگو گرم شده و به صورت پوسته‌‌‌‌‌ای در اطراف الگو سفت شود. بخاطر رزین و شن و ماسه ریزتر‌‌‌‌‌‌، سطح بسیار ظریف تری را ایجاد‌‌‌‌‌‌ می‌کند. این فرآیند به راحتی خودکار و دقیق تر از ‌‌‌‌‌‌ریخته‌گری شن و ماسه است. فلزات رایج که ‌‌‌‌‌‌ریخته‌گری‌‌‌‌‌‌ می‌شوند شامل آلیاژهای چدن‌‌‌‌‌‌، آلومینیوم‌‌‌‌‌‌، منیزیم و مس هستند. این فرآیند برای اقلام پیچیده‌‌‌‌‌ای که اندازه آنها کوچک و متوسط است ایده آل است.

### ‌‌‌‌‌‌ریخته‌گری دقیق

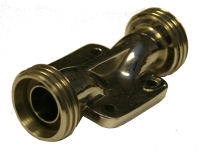
یک پوشش دریچه سرمایه گذاری شده

‌‌‌‌‌‌ریخته‌گری دقیق فلزات(که در هنر به ‌‌‌‌‌‌ریخته‌گری موم گمشده معروف است) روشی است که هزاران سال است که با استفاده از فرآیند واکس گمشده یکی از قدیمی ترین تکنیک های شناخته شده تشکیل فلز است. از 5000 سال پیش‌‌‌‌‌‌، هنگامی که موم‌‌‌‌‌‌، الگوی شکل گرفته تا موم های امروزی با تکنولوژی پیشرفته‌‌‌‌‌‌، مواد نسوز و آلیاژهای مخصوص‌‌‌‌‌‌، ‌‌‌‌‌‌ریخته‌گری‌‌‌‌‌‌ها از تولید اجزای با کیفیت بالا با مزایای اصلی دقت‌‌‌‌‌‌، تکرارپذیری‌‌‌‌‌‌، قابلیت انعطاف پذیری و یکپارچگی اطمینان حاصل‌‌‌‌‌‌ می‌کنند.

### ‌‌‌‌‌‌ریخته‌گری با الگوی تبخیری
این یک دسته از فرایندهای ‌‌‌‌‌‌ریخته‌گری است که از مواد الگویی استفاده‌‌‌‌‌‌ می‌شود که در حین ریختن تبخیر‌‌‌‌‌‌ می‌شوند‌‌‌‌‌‌، بدین معنی که دیگر نیازی به حذف مواد الگو از قالب قبل از ‌‌‌‌‌‌ریخته‌گری نیست. دو فرآیند اصلی ‌‌‌‌‌‌ریخته‌گری با فوم از دست رفته و ‌‌‌‌‌‌ریخته‌گری با قالب کامل است.

#### ‌‌‌‌‌‌ریخته‌گری فوم از دست رفته
‌‌‌‌‌‌ریخته‌گری فوم از دست رفته نوعی فرایند ‌‌‌‌‌‌ریخته‌گری با الگوی تبخیری است که مشابه ‌‌‌‌‌‌ریخته‌گری دقیق است به جز اینکه از فوم به جای موم برای الگو استفاده‌‌‌‌‌‌ می‌شود. این فرآیند از نقطه جوش کم فوم استفاده‌‌‌‌‌‌ می‌کند تا با حذف نیاز به ذوب شدن موم از قالب‌‌‌‌‌‌، روند ‌‌‌‌‌‌ریخته‌گری دقیق را ساده کند.

#### ‌‌‌‌‌‌ریخته‌گری با قالب کامل
‌‌‌‌‌‌ریخته‌گری با قالب کامل یک فرآیند ‌‌‌‌‌‌ریخته‌گری با الگوی تبخیری است که ترکیبی از ‌‌‌‌‌‌ریخته‌گری شن و ماسه و ‌‌‌‌‌‌ریخته‌گری کف از دست رفته است . این از الگوی فوم پلی استایرن منبسط شده استفاده‌‌‌‌‌‌ می‌کند که سپس با شن احاطه‌‌‌‌‌‌ می‌شود‌‌‌‌‌‌، دقیقاً مانند ‌‌‌‌‌‌ریخته‌گری شن و ماسه. سپس این فلز مستقیماً در قالب ریخته‌‌‌‌‌‌ می‌شود که در اثر تماس‌‌‌‌‌‌، فوم را بخار‌‌‌‌‌‌ می‌کند.

## ‌‌‌‌‌‌ریخته‌گری قالب غیر قابل مصرف

### ‌‌‌‌‌‌ریخته‌گری پوششی
فرایند ‌‌‌‌‌‌ریخته‌گری پوششی قالب‌‌‌‌‌‌، فلز مذاب را تحت فشار زیاد به حفره های قالب وارد‌‌‌‌‌‌ می‌کند. بیشتر قالب های ‌‌‌‌‌‌ریخته‌گری از فلزات غیر آهنی‌‌‌‌‌‌، به ویژه آلیاژهای روی‌‌‌‌‌‌، مس و آلومینیوم ساخته‌‌‌‌‌‌ می‌شوند‌‌‌‌‌‌، اما ‌‌‌‌‌‌ریخته‌گری قالب های فلزات آهنی امکان پذیر است. روش ‌‌‌‌‌‌ریخته‌گری مخصوصاً برای کاربردهایی که بسیاری از قطعات کوچک تا متوسط با جزئیات خوب‌‌‌‌‌‌، کیفیت سطح خوب و قوام ابعادی مورد نیاز هستند‌‌‌‌‌‌، مناسب است.

### ‌‌‌‌‌‌ریخته‌گری فلز نیمه جامد
‌‌‌‌‌‌ریخته‌گری فلز نیمه جامد (SSM) یک فرآیند ‌‌‌‌‌‌ریخته‌گری قالب اصلاح شده است که تخلخل باقیمانده موجود در اکثر ‌‌‌‌‌‌ریخته‌گری های قالب را کاهش‌‌‌‌‌‌ می‌دهد یا از بین‌‌‌‌‌‌ می‌برد. در ‌‌‌‌‌‌ریخته‌گری SSM به جای استفاده از فلز مایع به عنوان ماده خوراک‌‌‌‌‌‌، از ماده خوراکی ویسکوزیته بالاتر استفاده‌‌‌‌‌‌ می‌شود که تا حدی جامد و تا حدی مایع است. از دستگاه ‌‌‌‌‌‌ریخته‌گری قالب اصلاح شده برای تزریق دوغ‌آب نیمه جامد به قالبهای فولادی سخت شده قابل استفاده مجدد استفاده‌‌‌‌‌‌ می‌شود. گرانروی زیاد فلز نیمه جامد‌‌‌‌‌‌، همراه با استفاده از شرایط کنترل شده پر شدن قالب‌‌‌‌‌‌، تضمین‌‌‌‌‌‌ می‌کند که فلز نیمه جامد قالب را به صورت غیر آشفته پر‌‌‌‌‌‌ می‌کند تا تخلخل مضر اساساً از بین برود.

### ‌‌‌‌‌‌ریخته‌گری گریز از مرکز
در این فرآیند‌‌‌‌‌‌، فلز مذاب در قالب ریخته‌‌‌‌‌‌ می‌شود و اجازه‌‌‌‌‌‌ می‌یابد تا هنگام چرخش قالب‌‌‌‌‌‌، جامد شود. در محور چرخش‌‌‌‌‌‌، فلز به مرکز قالب ریخته‌‌‌‌‌‌ می‌شود. در اثر نیروی اینرسی‌‌‌‌‌‌، فلز مایع به سمت پیرامون پرتاب‌‌‌‌‌‌ می‌شود.